# Ischaemum anthephoroides
Ischaemum anthephoroides är en gräsart som först beskrevs av Ernst Gottlieb von Steudel, och fick sitt nu gällande namn av Friedrich Anton Wilhelm Miquel. Ischaemum anthephoroides ingår i släktet Ischaemum och familjen gräs. Inga underarter finns listade i Catalogue of Life.